# Phoenix (démon)
Pour les articles homonymes, voir Phoenix.

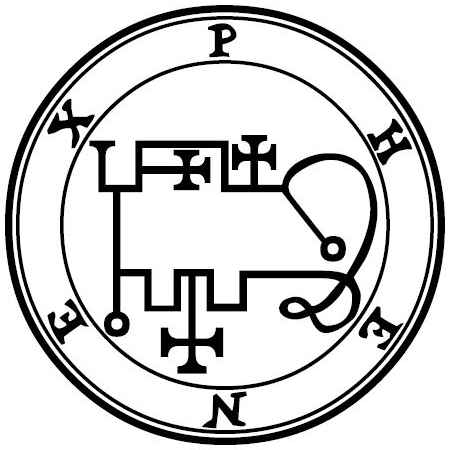
Le sceau de Phanex selon Mathers.

Phoenix (Phenix, Phenex, Pheynix ou Phoeniex) est un démon issu des croyances de la goétie, science occulte de l'invocation d'entités démoniaques. 
Le Lemegeton le mentionne en 37e position, le décrivant comme un grand marquis aux Enfers se présentant sous l'apparence d'un phénix ayant une voix d'enfant. Avant de se montrer à l'invocateur ou à l'exorciste, il rend les sons mélodieux. Il faut en revanche se boucher les oreilles lorsqu'on lui demande de prendre forme humaine. S'exprimant de façon admirable, il répond à toute question concernant les sciences. C'est aussi un excellent poète. Il dirige 20 légions démoniaques.
La Pseudomonarchia daemonum le mentionne en 68e position et  lui attribue des caractéristiques similaires.

## Phenex dans la culture

### Livres
- Dans la série de light novels High School DxD, Phenex est le nom de famille de l'une des familles dirigeantes de l'Enfer qui possède les pouvoirs de régénération d'un phénix.